# Verzifikacija
Verzifikacija je postopek izdelovanja verzov in rezultat takega početja ter v tem pomenu sinonim za pesmi in pesništvo, tudi poezijo. Izraz se največkrat nanaša na starejše pesništvo (npr. verzifikacija Leopolda Volkmerja), na priložnostno, uporabno in diletantsko pesništvo in je zato uporaben za umetniško manj stremljivo ali uspelo verzno tvornost (npr. Antona Aškerca pesnitev Primož Trubar). Predvideva priučljivost pravil za oblikovanje vezanega besedila. Izraz verzifikator ('stihoklepec') za tvorca takih pesmi ima zato slabšalni pomen. 
Beseda pomeni tudi pretvarjanje besedila iz nevezane v vezano (verzno) obliko. Prvi jo je v slovenščini uporabil Janko Pajk leta 1876 v zvezi s Prešernovo poezijo.
Terminološko težo dobi v zvezi verzifikacijski sistem oz. verzni sistem. Gre za princip verznega oblikovanja, po katerem se ravnajo pesniki. 

## Osnovni verzifikacijski termini
Osnovni verzifikacijski termini izvirajo iz antične metrike. V strukturi vezanega metričnega verza delujejo naslednji faktorji:
- meter ali metrum, njegovo izražanje v konkretnih ritmičnih oblikah in z metrom povezana sintaktično-intonacijska struktura verza,
- kitica,
- evfonija ali blagozvočje, ki v prvi vrsti vključuje rimo.

Ritem verza doživljamo na osnovi več ali manj enotnih jezikovnih signalov v krajših časovnih razmakih:
- dolžina zlogov (dolgi proti kratkim),
- število zlogov,
- cezura,
- akcent, ki se kaže v izmenjavi naglašenih in nenaglašenih zlogov,
- besedne meje itd.

V skladu z njimi se oblikujejo trije sistemi organiziranja verzov.

## Verzifikacijski sistemi
Verzifikacijski sistemi določujejo načine verzifikacije, ker so v raznih jezikovnih skupinah temeljne lastnosti, ki konstituirajo verze, različne.
- Silabična ali kvalitativna verzifikacija: ritem se doseže s štetjem zlogov (šesterec, osmerec, deseterec, enajsterec itd.), rimo in premori. Neločljivo je povezana s književnostjo že od srednjega veka.
- Akcentuacijska ali naglasna verzifikacija: pravilno se izmenjujejo oziroma ponavljajo naglašeni in nenaglašeni zlogi. Osnovna enota je naglasna stopica. Prevladuje v klasični angleški, nemški, ruski in srbohrvaški poeziji, danes pa v ritmično poudarjeni poeziji - rapu.
- Metrična ali kvantitativna (klasična, grška) verzifikacija: Pravilno se izmenjujejo dolgi in kratki zlogi, njihovo število v verzih pa se lahko razlikuje. Osnovna enota je metrična stopica. Neločljivo je povezana z grško in rimsko književnostjo.

## Verzne kombinacije
Obstajajo trije različni načini združevanja verzov v večje sklope.
- Kontinuirane verzne kombinacije so vseskozi nepretrgoma nanizani verzi. Primer sta Iliada in Odiseja, preden so epa razčlenili na speve.
- Razčlenjene nekitične verzne kombinacije so kombinacije verzov, ki so razčlenjene, sestavljajo jih enaki verzi. Primer sta Homerjeva epa, razčlenjena na različno velike verzne sklope.
- Kitične verzne kombinacije so kitične oblike, ki se razlikujejo po številu in vrsti verzov, po številu in mestu rime, po pavzah.
- Pesemske verzne kombinacije so oblike pesmi.